# Werner Hoosmann
Werner Hoosmann (* 20. Oktober 1887 in Marggrabowa; † 2. Februar 1947 in Brannenburg) war vom 11. Mai bis zum 31. August 1945 Oberbürgermeister der Stadt Mülheim an der Ruhr.

## Leben
Werner Hoosmann wuchs als Sohn eines Steuerinspektors in Ostpreußen auf. Nach einem rechtswissenschaftlichen Studium in Freiburg und Königsberg war er von 1915 bis 1917 als Magistratsassessor in der Stadtverwaltung von Insterburg tätig, ab 1917 als städtischer Verwaltungsrat in Bromberg.
1919 kam er als Stadtsyndikus nach Mülheim an der Ruhr und wurde 1920 zum Stadtkämmerer gewählt. Dieses Amt bekleidete Hoosmann bis 1933. Von den Nationalsozialisten wurde er dann in den Ruhestand versetzt. Grundlage für diese Entscheidung war das Gesetz zur Wiederherstellung des Berufsbeamtentums.
Im Mai 1945 reaktivierte ihn die amerikanische Militärregierung und ernannte Hoosmann zum kommissarischen Oberbürgermeister von Mülheim. Ende August 1945 trat er aus gesundheitlichen Gründen von diesem Amt zurück. Neben dieser offiziellen Begründung waren angeblich Differenzen mit der Militärregierung ausschlaggebend für seine Entscheidung.
Hoosmann zog sich anschließend nach Brannenburg am Inn zurück, wo er wenig später im Februar 1947 verstarb.

## Sonstige Quellen
- Stadtarchiv Mülheim an der Ruhr, Bestand 1210 Nr. 12
- Stadtarchiv Mülheim an der Ruhr, Bestand 1550 Nr. 147

| Personendaten    | Personendaten                                                                |
| ---------------- | ---------------------------------------------------------------------------- |
| NAME             | Hoosmann, Werner                                                             |
| KURZBESCHREIBUNG | deutscher Kommunalpolitiker, Oberbürgermeister der Stadt Mülheim an der Ruhr |
| GEBURTSDATUM     | 20. Oktober 1887                                                             |
| GEBURTSORT       | Marggrabowa                                                                  |
| STERBEDATUM      | 2. Februar 1947                                                              |
| STERBEORT        | Brannenburg                                                                  |